# Stewart Farrar
Stewart Farrar (28 de Junho de 1916 – 7 de Fevereiro de 2000) era um autor inglês sobre Wicca Alexandrina. Junto com sua mulher, Janet Farrar, ele foi um pagão influente, autor e professor. De acordo com George Knowles, "aproximadamente setenta e cinco por cento dos Wiccanos da Irlanda traçam linhagem até os Farrar". Jornalista, escritor, e veterano da 2a. Grande Guerra, Farrar também publicou vários trabalhos de ficção, incluindo novelas de suspense, sendo que a maioria envolvia temas sobre ocultismo. 

## Inicio e Carreira Profissional
Farrar nasceu em Essex em 1916. Ele foi criado como um cristão, mas abriu mão de sua religião em prol do agnosticismo aos vinte anos. Opinião que manteve até aderir a Bruxaria. Farrar freqüentou a escola para meninos da Cidade de Londres e se formou na Universidade de Londres em jornalismo no ano de 1937. 
Em 1939, Farrar se tornou voluntário do exercito Britânico e retornando a Inglaterra depois de 1947. Ele começou sua carreira de jornalista, e de 1953 a 1954 trabalhou no Reuters de Londres. Em 1954, Farrar entrou para o partido Comunista Britanico e começou a fazer reportagens para o Daily Worker, mas deixou tanto o partido como o jornal em protesto sobre a resposta que os Soviéticos deram em 1956 a Revolução Hungara. Durante os seis anos seguintes, Farrar trabalhou para Associated British-Pathe e para o canal de Televisão A. B. C. como escritor. Além disso, também fazia trabalhos extras para o British Broadcasting. Seus trabalhos para a BBC durante as décadas de 60 e 70 incluem a premiada peça de rádio "Watch the Wall my Darling", e a série de TV para crianças "The Boy Merlin". 
Farrar publicou seu primeiro romance em 1958, ‘The Snake on 99’. No final do ano de 1963 Farrar publicou mais duas novelas de suspense, ‘Zero in the Gate’ e ‘Death in the Wrong Bed’. Farrar também publicou um livro romantico chamado ‘Delphine, Be a Darling’, que também foi publicado no ano de 1963. 
Em 1969, Farrar estava trabalhando como jornalista em um jornal semanal chamado Reveille. Foi através deste que a oportunidade de conhecer a Wicca surgiu.

## Envolvimento com a Wicca
Farrar foi enviado pelo jornal Reveille para fazer uma critica sobre o filme ‘Lenda das Bruxas’. Entre os participantes desta seção para imprensa estavam Alex Sanders e Maxine Sanders, os fundadores da Wicca Alexandrina, que tinham servido de conselheiros durante a criação do filme. De acordo com sua biografia no site mystica.com, Farrar era "cético sobre a Bruxaria, mas ficou interessado na personalidade Sanders após conhecê-lo". O jornal solicitou que Farrar fizesse uma entrevista com Sanders e publicou a mesma em dois episódios. Sanders, "impressionado" com a entrevista, convidou Farrar a comparecer a um ritual de iniciação da Wicca Alexandrina, e incentivou Farrar a escrever um livro sobre a Wicca. Tudo indica que Farrar ficou envolvido por tal ritual, pois começou a trabalhar em seu primeiro livro sobre o assunto, What Witches Do, e começou suas aulas de bruxaria com Sanders. Maxine Sanders relembra de Farrar como "um homem charmoso, estudante sincero com uma mente flexível e ativa". Maxine Sanders também ressalva que foi em resposta as perguntas de Farrar sobre como descrever suas praticas que a Tradição Alexandrina foi batizada. 
Em 21 de fevereiro de 1970 Farrar foi iniciado na Wicca Alexandrina e passou a fazer parte do Coven de Sanders. Farrar conheceu sua futura esposa, então Janet Owen (trinta e quatro anos mais jovem), dentro do coven. Janet Farrar afirma que o casal foi elevado ao segundo grau juntos pelas mãos de Sanders em 17 de outubro de 1970, e que depois receberam o terceiro e último grau em 24 de abril de 1971, no entanto estas datas são questionadas por alguns historiadores. O livro ‘What Witches Do’ foi publicado em 1971, suscitado controvérsias sobre as afirmações de que Sanders deveria ocupar um lugar acima de Gerald B.Gardner e ao lado de Aleister Crowley e Eliphas Levi em termos de feitos mágicos. Posteriormente Farrar reviu tal afirmação. 
Farrar e Owen começaram a comandar o seu próprio coven em 1971, antes da sua cerimônia de terceiro grau, foram handfasted em 1972 e legalmente casados em 1975. Na cerimônia estavam as duas filhas e dois filhos que Farrar teve em seus três primeiros casamentos – sendo que o casamento com Owen foi o seu sétimo. Em 1976 os Farrars se mudaram para Irlanda para se afastar da vida movimentada de Londres, indo morar em County Mayo e County Wicklow, finalmente vindo a se estabelecer em "Herne Cottage" na cidade de Kells. O casal então começou a publicar vários livros sobre Wicca e praticas para covens. No livro Eight Sabbats (Oito Sabás para Bruxas de 1981) os autores afirmaram que tinham incluído material do Livro das Sombras da Tradição Alexandrina. Os Farrars, com o apoio de Doreen Valiente, explicou que a quebra de sigilo ocorrida com a publicação de seu material era justificável pela necessidade de informação confiável. Janet Farrar explicou ainda que alguns rituais contidos nos livros do casal eram, na verdade, escritos por eles, e que eles tinham deixado a Tradição Alexandrina após a pesquisa do livro. O casal escreveu em conjunto mais quatro livros sobre Wicca. 
Os Farrars retornaram a Inglaterra em 1988, mas em 1993 retornaram para a Irlanda. Eles se juntaram a Gavin Bone, com quem tiveram uma ‘poligamia fechada’. Os três escreveram em conjunto dois livros: The Pagan Path e The Healing Craft. Farrar morreu em fevereiro de 2000 após uma doença súbita. 